# Terrique Anderson
Terrique Anderson là một cầu thủ bóng đá người Anh thi đấu cho Charlton Athletic.

## Thống kê sự nghiệp
Tính đến trận đấu diễn ra ngày 13 tháng 11 năm 2018
| Câu lạc bộ          | Mùa giải            | Giải đấu            | Giải đấu | Giải đấu  | Cúp FA  | Cúp FA    | Giải đấu Cup | Giải đấu Cup | Khác    | Khác      | Tổng    | Tổng      |
| Câu lạc bộ          | Mùa giải            | Hạng đấu            | Số trận  | Bàn thắng | Số trận | Bàn thắng | Số trận      | Bàn thắng    | Số trận | Bàn thắng | Số trận | Bàn thắng |
| ------------------- | ------------------- | ------------------- | -------- | --------- | ------- | --------- | ------------ | ------------ | ------- | --------- | ------- | --------- |
| Charlton Athletic   | 2018–19             | EFL League One      | 0        | 0         | 0       | 0         | 0            | 0            | 1       | 0         | 1       | 0         |
| Tổng cộng sự nghiệp | Tổng cộng sự nghiệp | Tổng cộng sự nghiệp | 0        | 0         | 0       | 0         | 0            | 0            | 1       | 0         | 1       | 0         |

1. ↑  Số lần ra sân ở EFL Trophy